# Kommune (Marokko)
Als Kommune (arabisch جماعة, DMG ǧamāʿa, französisch Commune) bezeichnet man in Marokko die unterste Ebene der Collectivités territoriales ‚Gebietskörperschaften‘, vergleichbar den Gemeinden oder politischen Gemeinden in den deutschsprachigen Ländern. Es gibt zwei übergeordnete Ebenen von Körperschaften: oberste Ebene sind die Regionen und darunter stehen die in den Regionen zusammengefassten Präfekturen und Provinzen.
Es wird unterschieden zwischen städtischen und ländlichen Gemeinden (communes urbaines und communes rurales). Sowohl Schaffung als auch Auflösung oder Umbenennung einer Gemeinde erfolgt durch Dekret. Der Hauptort (chef lieu) einer ländlichen Gemeinde wird durch Erlass des Ministers des Inneren bestimmt.
Die Kommune ist mit Finanzautonomie und eigenen Zuständigkeiten ausgestattet. Die Angelegenheiten der Kommune werden von einem gewählten Gemeinderat (conseil communale) verwaltet. Der Gemeinderat wählt einen Präsidenten (président du conseil communale), der die Sitzungen des Rates leitet und wie ein Bürgermeister die Kommune nach außen vertritt und die Verwaltung der Kommune führt.
Marokko gliedert sich nach der Volkszählung von 2004 in 1689 kommunale Einheiten folgender Art: 41 Arrondissements — AR, 193 municipalités — MU ‚Munizipien‘, ‚städtische Kommunen‘, 1298 communes rurales — CR ‚ländliche Kommunen‘ und 157 autres centres — AC ‚andere zentrale Orte‘.